# La Barceloneta
La Barceloneta (pron. catalana: [lə βəɾsəluˈnɛtə]) è un quartiere marinaro di Barcellona costruito nel secolo XVIII su progetto dell'ingegnere Pròspero de Verboom su dei terreni ricavati dal mare a partire dal XV secolo. Il quartiere fu costruito per alloggiare gli abitanti del quartiere de La Ribera, le cui case erano state demolite su ordine di Filippo V per costruire la cittadella.
Il quartiere ha una forma di penisola triangolare allungata ed è delimitato dal Mar Mediterraneo, dal Moll d'Espanya del Port Vell e dal quartiere El Born ed è noto per la sua spiaggia sabbiosa (citata nel secondo libro del Don Chisciotte della Mancia) e per i suoi numerosi ristoranti tanto da esser considerata uno dei posti migliori a Barcellona per mangiare del pesce fresco o la paella.

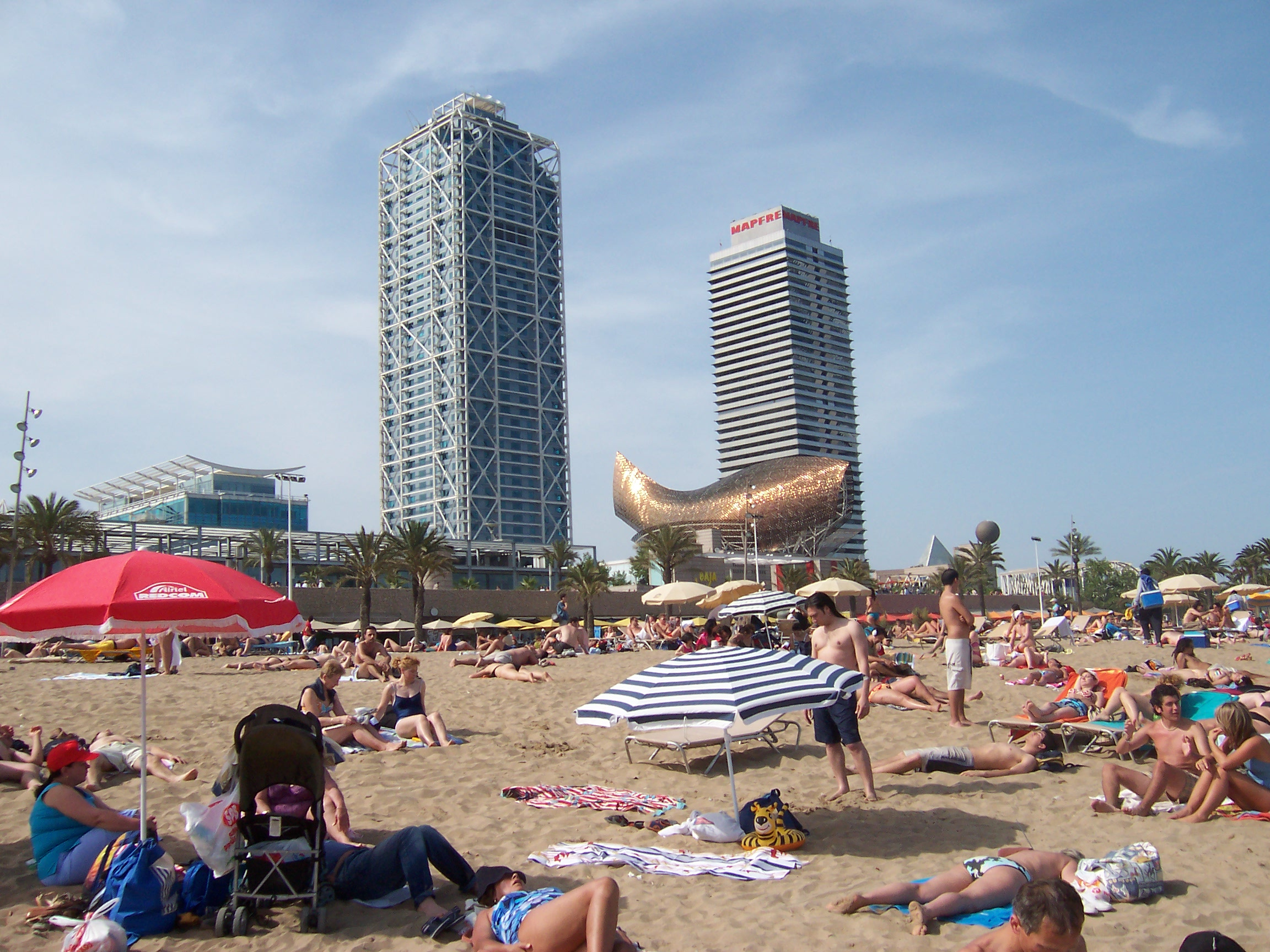
Spiaggia della Barceloneta con l'Hotel Arts (a sinistra), la Torre Mapfre (a destra) e il pesce metallico di Frank Gehry

La Barceloneta è servita da una propria fermata sulla linea 4 della metropolitana di Barcellona, ma può essere raggiunta anche per mezzo delle golondrines che partono dal porto davanti al monumento a Cristoforo Colombo. Altro modo per arrivare nel quartiere è attraverso il transbordador aéreo che lo collega con il Montjuïc attraversando il Port Vell.

## Storia
Il terreno su cui sorge oggi il quartiere rimase sommerso dall'acqua fino alla metà del XVIII secolo. La storia del quartiere è legata alla crescita e allo sviluppo del porto di Barcellona. Il terreno occupato dal quartiere si è formato lentamente a partire dalla costruzione della prima diga a metà del XIV secolo e del primo porto creato nel 1687, che, insieme all'isola di Maians, serviva a trattenere e consolidare le sabbie portate dalle correnti marine che scorrevano da nord a sud.
I cambiamenti politici che la Spagna subì nella seconda metà del XVIII secolo spiegano la creazione di questo nuovo distretto sulla spiaggia sabbiosa. La guerra di successione spagnola e la sconfitta degli austriaci portarono alla costruzione della fortezza della Cittadella di Barcellona, per la cui realizzazione fu demolita parte del quartiere di La Ribera.
Nel 1715, con decreto reale, furono assegnati 321 lotti di terreno sulla spiaggia agli abitanti delle case demolite per la costruzione della fortezza. Questi appezzamenti potevano essere utilizzati per costruire case secondo il progetto dell'ingegnere brigadiere Jorge Próspero de Verboom del 1719. Il regolamento della concessione dava la preferenza alle persone con un'attività legata al mare. Le ordinanze prescritte nel decreto non furono rigorosamente rispettate e la configurazione finale fu quella del progetto dell'ingegnere Juan Martín Cermeño del 1749.
Quando fu fondato il quartiere, la città stava vivendo un periodo di rinascita economica grazie allo sviluppo dell'industria del cotone e alla ripresa dei commerci con l'America, che fecero raddoppiare la popolazione della città in quarant'anni (1718-1758). Per questo motivo, c'era il desiderio di migliorare il porto e i suoi dintorni, che erano diventati sovraffollati di baracche e magazzini in modo disordinato. Fu creato un Consiglio dei Lavori del Porto e si decise di costruire la Barceloneta nel 1753 per risolvere i problemi abitativi della città. Il trasferimento degli ex abitanti del quartiere di Ribera non fu mai realizzato.
Nel corso del XIX secolo, il quartiere conobbe un significativo sviluppo industriale. Furono create importanti industrie metallurgiche e meccaniche come la Maquinista Terrestre y Marítima e i cantieri navali Nuevo Vulcano.
Le fabbriche e le officine situate a nord del quartiere impedirono l'espansione del quartiere fino al Poblenou. Oggi questo settore è occupato da abitazioni e strutture costruite per i Giochi Olimpici di Barcellona del 1992.
Nel 1996 è stato inaugurato il parco della Barceloneta, sul sito dell'ex fabbrica di gas. Dal gennaio 2008, la sede di Gas Natural si trova in un edificio unico chiamato Torre Marenostrum, progettato dagli architetti Benedetta Tagliabue e Enric Miralles. Nell'estate del 2014 è sorta una polemica con la denuncia degli abitanti autoctoni del quartiere sulla speculazione immobiliare legata al turismo selvaggio e massiccio. Essi denunciano che per molti anni i diversi consigli comunali hanno cercato di gentrificare la Barceloneta, spostando la popolazione della classe operaia che vi abita, un fatto che è diventato evidente a partire dal 1992.

## Monumenti e luoghi d'interesse
- Chiesa di San Michele del Porto, costruita nella metà del XVIII secolo in stile barocco.
- Torre Sant Sebastià, capolinea della Teleferica del porto di Barcellona